# Izier
Izier település Franciaországban, Côte-d’Or megyében. Lakosainak száma 788 fő (2022. január 1.). Izier Bressey-sur-Tille, Genlis, Cessey-sur-Tille és Magny-sur-Tille községekkel határos.

## Népesség
A település népességének változása:
| Lakosok száma | 188  | 352  | 574  | 668  | 806  | 800  | 794  | 790  | 790  | 788  |
|               | 1968 | 1982 | 1990 | 2006 | 2013 | 2015 | 2017 | 2019 | 2020 | 2022 |